# Semiothisa consimilata
Semiothisa consimilata là một loài bướm đêm trong họ Geometridae.